# Interstate 37
Pour les articles homonymes, voir I37 et Route 37.
L'Interstate 37 (I-37) est une autoroute inter-États de 143 miles (230 km) de long au sud du Texas. L'autoroute a d'abord été désignée en 1959 comme route entre Corpus Christi et San Antonio. La construction dans les aires urbaines de Corpus Christi et de San Antonio a commencé dans les années 1960 et certains segments dans les régions rurales ont été complétés dans les années 1980. Avant l'I-37, la route entre Corpus Christi et San Antonio était constituée d'une combinaison de la SH 9 entre Corpus Christi et Three Rivers et de la US 281 entre Three Rivers et San Antonio. Avec la construction de l'I-37, la SH 9 a été déclassée.
L'autoroute débute à Corpus Christi à la jonction avec la US 181 et la SH 35 et se dirige vers le nord jusqu'à San Antonio, où elle se termine à l'I-35. Au-delà de l'I-35, l'autoroute se poursuit comme la US 281 jusqu'au nord de la ville. À Corpus Christi, l'autoroute donne accès au centre-ville, au Port de Corpus Christi et à l'Aéroport international de Corpus Christi. À San Antonio, elle donne accès au centre-ville ainsi qu'à l'Alamo, notamment. La route constitue un important lien entre l'I-35 et la Côte du Golfe du Mexique et constitue l'une des routes d'évacuation en cas d'ouragan pour le sud du Texas.

## Description du tracé
L'I-37 débute près de la Côte du Golfe à Corpus Christi et se dirige vers le nord-ouest jusqu'à San Antonio. Elle relie le Sud du Texas aux régions plus au nord via l'I-69E, la US 77 et la US 281. Elle suit la US 181 sur la majorité de sa longueur.
Non-officiellement, l'I-37 débute à l'intersection avec Shoreline Boulevard tout près de la Baie de Corpus Christi. L'autoroute va vers l'ouest pour une courte distance avec des intersections contrôlés par des feux. Elle devient ensuite une autoroute conventionnelle. C'est là qu'elle commence officiellement. Elle va vers l'ouest et croise deux routes du Texas, la SH 286 (Crosstown Expressway) et la SH 358 (Padre Island Drive). Après ce croisement, l'autoroute se dirige vers le nord-ouest en longeant la rivière Nueces. Juste avant de quitter les limites de Corpus Christi, elle rencontre et forme un multiplex avec US 77 (future I-69E). La US 77 (future I-69E) et l'I-37 se fusionnent pour traverser la rivière Nueces. L'I-37 continue vers le nord-ouest alors que la US 77 (future I-69E) continue vers le nord-est.
En sortant des limites de Corpus Christi, l'I-37 devient une autoroute rurale et se dirige vers Mathis et Lake Corpus Christi. Elle continue son tracé vers le nord-ouest et croise la US 59 (future I-69W) à l'est de George West. Elle commence à suivre la US 281 avant que celles-ci ne se croisent et forment un multiplex au nord de Three Rivers près du Réservoir de Choke Canyon. Les deux routes se séparent plus loin alors que la US 281 se dirige vers Pleasanton, alors que l'I-37 contourne la ville par l'est.
L'I-37 s'oriente vers le nord pour rejoindre San Antonio. Alors que l'I-37 entre dans les limites de San Antonio, elle croise le terminus nord de la US 181. Continuant vers le nord, elle croise l'I-410, la boucle autour de San Antonio. L'I-37 commence un nouveau multiplex avec la US 281 à cette intersection. L'I-37 donne accès à la Brooks City-Base (anciennement Brooks AFB). Plus loin, l'I-37 rencontre la Loop 13 et se dirige vers le nord-ouest. L'autoroute croise ensuite l'I-10, laquelle forme un multiplex avec la US 87 et la US 90, au sud-est du centre-ville. Elle se dirige encore une fois vers le nord à l'est du centre-ville. Elle passe près de l'Alamodome, la Tower of the Americas, la River Walk et l'Alamo. L'I-37 se termine au nord-est du centre-ville lorsqu'elle croise l'I-35. À cet endroit, la US 281 continue vers le nord et donne accès à l'Aéroport international de San Antonio et, plus loin, au centre du Texas.
Entre l'I-410 et l'I-10 à San Antonio, l'I-37 est désignée comme la Lucian Adams Freeway, d'après un vétéran de la Deuxième Guerre mondiale. Entre l'I-10 jusqu'au terminus nord à l'I-35, elle est désignée comme la Staff Sergeant William J. Bordelon Freeway.

## Liste des sorties
| Interstate 37                             |                |        |        |                                  | | |
| Comté                                     | Municipalité   | mi     | km     | Sortie                           | Intersections / Destinations                                                                                       | Notes |
| Nueces                                    | Corpus Christi | 0,00   | 0,00   |                                  | Shoreline Boulevard                                                                                                | Terminus sud; intersection à niveau                                                                                             |
| Nueces                                    | Corpus Christi |        |        | Water Street                     | Intersection à niveau                                                                                              | |
| Nueces                                    | Corpus Christi |        |        | Spur 544 (en) (Chaparral Street) | Intersection à niveau                                                                                              | |
| Nueces                                    | Corpus Christi |        |        | Mesquite Street                  | Intersection à niveau                                                                                              | |
| Nueces                                    | Corpus Christi | 0,32   | 0,51   | 0                                | US 181 nord / SH 35 (en) nord –Portland                                                                            | Indiqué sortie 0 en direction sud                                                                                               |
| Nueces                                    | Corpus Christi | 0,44   | 0,71   | 1A                               | Buffalo Street | Sortie direction sud, entrée direction nord                                                                                     |
| Nueces                                    | Corpus Christi | 1,10   | 1,77   | 1B                               | Brownlee Boulevard, Port Avenue                                                                                    | Sortie direction nord, entrée direction sud                                                                                     |
| Nueces                                    | Corpus Christi | 1,33   | 2,14   | 1C                               | SH 286 (en) sud (Crosstown Expressway)                                                                             | |
| Nueces                                    | Corpus Christi | 1,46   | 2,35   | 1D                               | Port Aven | Sortie direction sud, entrée direction nord                                                                                     |
| Nueces                                    | Corpus Christi | 2,12   | 3,41   | 1E                               | Lawrence Drive, Nueces Bay Boulevard                                                                               | |
| Nueces                                    | Corpus Christi | 3,27   | 5,26   | 2                                | Up River Road | |
| Nueces                                    | Corpus Christi | 3,92   | 6,31   | 3A                               | Navigation Boulevard                                                                                               | |
| Nueces                                    | Corpus Christi | 4,45   | 7,16   | 3B                               | McBride Lane, Lantana Street                                                                                       | Sortie direction nord, entrée direction sud                                                                                     |
| Nueces                                    | Corpus Christi | 4,78   | 7,69   | 4A                               | SH 44 (en) ouest / SH 358 (en) est – Naval Air Station Corpus Christi, Île Padre                                   | |
| Nueces                                    | Corpus Christi | 4,96   | 7,98   | 4B                               | Lantana Street, McBride Lane                                                                                       | Sortie direction sud, entrée direction nord                                                                                     |
| Nueces                                    | Corpus Christi | 5,82   | 9,37   | 5                                | Corn Products Road / Valero Way                                                                                    | |
| Nueces                                    | Corpus Christi | 7,01   | 11,28  | 6                                | Southern Minerals Road                                                                                             | |
| Nueces                                    | Corpus Christi | 8,31   | 13,37  | 7                                | Tuloso Road, Suntide Road                                                                                          | |
| Nueces                                    | Corpus Christi | 10,15  | 16,33  | 9                                | FM 2292 (en) (Rang Morgan Road) / Up River Road                                                                    | |
| Nueces                                    | Corpus Christi | 11,23  | 18,07  | 10                               | Carbon Plant Road / Joe Fulton Int'l Trade Corridor                                                                | |
| Nueces                                    | Corpus Christi | 11,34  | 18,25  | 10A                              | Joe Fulton Int'l Trade Corridor                                                                                    | Sortie en direction sud seulement                                                                                               |
| Nueces                                    | Corpus Christi | 11,95  | 19,23  | 11A                              | FM 3386 (en) (McKinzie Road)                                                                                       | |
| Nueces                                    | Corpus Christi | 12,59  | 20,26  | 11B                              | FM 24 (en) (Violet Road) / Hart Road                                                                               | |
| Nueces                                    | Corpus Christi | 13,89  | 22,35  | 13A                              | FM 1694 (en) (Callicoatte Road) / Leopard Street                                                                   | |
| Nueces                                    | Corpus Christi | 14,66  | 23,59  | 13B                              | Sharpsburg Road | Sortie direction nord, entrée direction sud                                                                                     |
| Nueces                                    | Corpus Christi | 15,22  | 24,49  | 14A                              | I-69E sud / US 77 sud – Kingsville, Robstown, Brownsville                                                          | Terminus sud du multiplex avec US 77; terminus nord actuel de l'I-69E; indiqué sortie 14 en direction sud                       |
| Nueces                                    | Corpus Christi | 15,47  | 24,90  | 14B                              | Red Bird Lane | Sortie direction nord, entrée direction sud                                                                                     |
| Nueces                                    | Corpus Christi | 15,96  | 25,69  | 15                               | Sharpsburg Road, Red Bird Lane                                                                                     | Sortie direction sud, entrée direction nord                                                                                     |
| Nueces                                    | Corpus Christi | 17,01  | 27,37  | 16                               | Labonte Park | |
| San Patricio                              |                | 18,04  | 29,03  | 17                               | Future I-69E nord / US 77 nord – Victoria, Sinton                                                                  | Terminus nord du multiplex avec US 77; US 77 est la future I-69E                                                                |
| San Patricio                              |                | 20,46  | 32,93  | 20A                              | Picnic Area | |
| San Patricio                              |                | 21,47  | 34,55  | 20B                              | Cooper Road | |
| San Patricio                              | Edroy          | 23,42  | 37,69  | 22                               | SH 234 (en) / FM 796 (en) – Edroy, Odem                                                                            | |
| San Patricio                              |                | 31,75  | 51,10  | 31                               | SH 188 (en) – Sinton, Rockport                                                                                     | |
| San Patricio                              | Mathis         | 35,21  | 56,67  | 34                               | Spur 459 (en) – Mathis, Alice                                                                                      | |
| San Patricio                              | Mathis         | 36,83  | 59,27  | 36                               | SH 359 (en) – Skidmore, Mathis                                                                                     | |
| Live Oak                                  |                | 41,05  | 66,06  | 40                               | FM 888 (en) | |
| Live Oak                                  |                | 47,88  | 77,06  | 47                               | FM 534 (en) / FM 3024 (en) – Swinney Switch                                                                        | |
| Live Oak                                  |                | 51,87  | 83,48  | 51                               | Hailey Ranch Road                                                                                                  | |
| Live Oak                                  |                | 57,17  | 92,01  | 56                               | US 59 Future I-69W – George West, Beeville                                                                         | |
| Live Oak                                  |                | 60,41  | 97,22  | 59                               | FM 799 (en) | |
| Live Oak                                  |                | 66,43  | 106,91 | 65                               | FM 1358 (en) – Oakville                                                                                            | |
| Live Oak                                  |                | 69,88  | 112,46 | 69                               | SH 72 (en) – Three Rivers, Kenedy                                                                                  | |
| Live Oak                                  |                | 73,55  | 118,37 | 72                               | US 281 sud – Three Rivers, Alice                                                                                   | Terminus sud du multiplex avec US 281                                                                                           |
| Live Oak                                  |                | 77,40  | 124,56 | 76                               | US 281 Alt. / FM 2049 (en) – Whitsett                                                                              | |
| Live Oak                                  |                | 84,19  | 135,49 | 83                               | FM 99 (en) – Whitsett, Karnes City                                                                                 | |
| Atascosa                                  |                | 89,52  | 144,07 | 88                               | FM 1099 (en) – Campbellton                                                                                         | |
| Atascosa                                  |                | 93,31  | 150,17 | 92                               | US 281 Alt. – Campbellton, Whitsett                                                                                | Sortie direction sud, entrée direction nord                                                                                     |
| Atascosa                                  |                | 99,09  | 159,47 | 98                               | FM 541 (en) – McCoy, Poth                                                                                          | |
| Atascosa                                  |                | 104,85 | 168,74 | 103                              | US 281 nord – Pleasanton                                                                                           | Terminus nord du multiplex avec US 281; sortie direction nord, entrée direction sud                                             |
| Atascosa                                  |                | 105,32 | 169,50 | 104                              | Spur 199 (en) (Leal Road)                                                                                          | Pas d'entrée direction sud |
| Atascosa                                  |                | 107,34 | 172,75 | 106                              | Coughran Road | |
| Atascosa                                  |                | 110,73 | 178,20 | 109                              | SH 97 (en) – Pleasanton, Floresville                                                                               | |
| Atascosa                                  |                | 114,73 | 184,64 | 113                              | FM 3006 (en) | |
| Atascosa                                  |                | 118,48 | 190,68 | 117                              | FM 536 (en) | |
| Bexar                                     |                | 120,97 | 194,68 | 120                              | Hardy Road | |
| Bexar                                     |                | 123,64 | 198,98 | 122                              | Priest Road / Mathis Road                                                                                          | |
| Bexar                                     |                | 126,40 | 203,42 | 125                              | Loop 1604 (en) (Anderson Loop) – Elmendorf                                                                         | |
| Bexar                                     |                | 127,55 | 205,27 | 127                              | Demi-tour de San Antonio River                                                                                     | Sortie direction nord, entrée direction sud                                                                                     |
| Bexar                                     | San Antonio    | 131,04 | 210,89 | 130                              | Southton Road, Donop Road                                                                                          | |
| Bexar                                     | San Antonio    | 132,88 | 213,85 | 132                              | Spur 122 (en) | Sortie direction nord, entrée direction sud                                                                                     |
| Bexar                                     | San Antonio    | 133,60 | 215,01 | 132                              | US 181 sud – Floresville                                                                                           | Sortie direction sud, entrée direction nord                                                                                     |
| Bexar                                     | San Antonio    | 134,70 | 216,78 | 133                              | I-410 (Connally Loop) / SH 130 (en) / US 281 sud                                                                   | Terminus sud du multiplex avec US 281; sortie 41 de l'I-410                                                                     |
| Bexar                                     | San Antonio    | 136,47 | 219,63 | 135                              | Loop 13 (en) (Military Drive) – Brooks City-Base                                                                   | Accès à l'aéroport municipal de Stinson                                                                                         |
| Bexar                                     | San Antonio    | 137,62 | 221,48 | 136                              | Pecan Valley Drive                                                                                                 | |
| Bexar                                     | San Antonio    | 138,34 | 222,64 | 137                              | Hot Wells Boulevard                                                                                                | |
| Bexar                                     | San Antonio    | 138,98 | 223,67 | 138                              | New Braunfels Avenue, Southcross Boulevard                                                                         | |
| Bexar                                     | San Antonio    | 139,84 | 225,05 | 138C                             | Fair Avenue, Hackberry Street                                                                                      | |
| Bexar                                     | San Antonio    | 140,77 | 226,55 | 139                              | I-10 (José López Freeway) / US 87 / US 90 – El Paso, Houston, Victoria, Del Rio                                    | Sortie 574 de l'I-10 |
| Bexar                                     | San Antonio    | 141,53 | 227,77 | 140A                             | Florida Street, Carolina Street                                                                                    | |
| Bexar                                     | San Antonio    | 142,13 | 228,74 | 140B                             | Cesar Chavez Boulevard – Alamodome                                                                                 | |
| Bexar                                     | San Antonio    | 142,69 | 229,64 | 141A                             | Commerce Street – Centre-ville                                                                                     | Indiqué sortie 141 en direction nord                                                                                            |
| Bexar                                     | San Antonio    | 142,90 | 229,98 | 141B                             | Houston Street – The Alamo                                                                                         | Sortie direction sud, entrée direction nord                                                                                     |
| Bexar                                     | San Antonio    | 143,23 | 230,51 | 141C                             | McCullough Avenue, Nolan Street                                                                                    | Sortie direction sud, entrée direction nord                                                                                     |
| Bexar                                     | San Antonio    | 143,91 | 231,60 | 142                              | I-35 (Pan Am Expressway) – Austin, Laredo US 281 nord (McAllister Freeway) – Johnson City, Aéroport de San Antonio | Indiqué sortie 142A (nord) et 142B (sud); sortie 158 de l'I-35; terminus nord; la route continue au-delà de l'I-35 comme US 281 |
| - Terminus de multiplex - Accès incomplet |                |        |        |                                  | | |

## Divers
- Corpus Christi est la seule ville américaine où se terminent à la fois une Interstate highway, une United States Highway et une State Highway.
- L'I-37 est appelée à San Antonio l'Adams Freeway, du nom d'un vétéran de la Seconde Guerre mondiale, Lucian Adams. Adams est né à Port Arthur, TX, et a reçu la Medal of Honor, la Bronze Star ainsi que le Purple Heart pour son service lors de la bataille du mont Cassin.